# Oksager Vesterskov
Oksager Vesterskov (dansk) eller Ausacker Westerholz (tysk) er en spredt bebyggelse beliggende sydøst for kommunebyen Oksager på halvøen Angel i Sydslesvig. Administrativt hører Oksager Vesterskov under Oksager Kommune i Slesvig-Flensborg kreds i den nordtyske delstat Slesvig-Holsten. I kirkelig henseende hører landsbyen til Husby Sogn. Sognet lå i Husby Herred (Flensborg Amt, Sønderjylland), da området tilhørte Danmark. Oksager Vesterskov ligger tæt på kommune- og sognegrænsen til Hyrup (i Hyrup Sogn), Frivilje (i Lille Solt Sogn) og Store Solt (i Store Solt Sogn). Nærmeste landsbyer er ellers Kilsgårde (Kielsgaard) i vest og Estrup og Damende i syd. Området er landbrugspræget.
Oksager Vesterskov er første gang nævnt 1621. Stednavnet beskriver stedet beliggenhed vest for Oksager.